# 加尼奇
48°7′31″N 23°48′4″E / 48.12528°N 23.80111°E
加尼奇（烏克蘭語：Ганичі），是烏克蘭的村落，位於該國西部外喀爾巴阡州，由佳切夫區負責管轄，始建於1402年，面積56平方公里，海拔高度344米，2001年人口5,750，人口密度每平方公里102.68人。